# Xenoturbella hollandorum
Xenoturbella hollandorum ist eine Art der Gattung Xenoturbella, die 2016 gemeinsam mit drei weiteren Arten der Gattung beschrieben wurde. Die Tiere stellen eine sehr basale Gruppe wurmartiger mehrzelliger Tiere dar und werden gemeinsam mit den Acoelomorpha zu den Xenacoelomorpha zusammengefasst.

## Merkmale
Xenoturbella hollandorum entspricht in ihren Merkmalen den anderen bekannten Arten der Gattung und erreicht eine Körperlänge von etwa 2,5 Zentimetern. Die Tiere sind einfarbig hellrosa gefärbt und besitzen auf der Rückenseite ein Paar deutliche Furchen in der Epidermis. Zudem wurde eine Ringfurche und eine Seitenfurche entdeckt. Die Mundöffnung ist im entspannten Zustand diamantenförmig, sie liegt an der Unterseite direkt vor der Ringfurche. Das nur undeutlich erkennbare Epidermisnetz der Bauchseite reicht bis zur Ringfurche.
Im Gewebe wurde bei dem Holotypus neben der DNA der Art anders als bei den anderen beschriebenen amerikanischen Arten keine Muschel-DNA identifiziert.

## Fundorte und Lebensweise
| \| Monterey-Graben \|                |
| Fundort von Xenoturbella hollandorum |
| Monterey-Graben                      |

Die Art wurde anhand eines Exemplars unbekannten Geschlechts im Monterey-Tiefseegraben vor Kalifornien aus etwa 630 Metern Tiefe beschrieben. Das Tier hielt sich auf dem Sediment in der Nähe der Überreste eines Grauwal-Skeletts und einer knochenfressenden Kolonie von Osedax-Würmern auf und wurde gemeinsam mit weiteren Benthos-Organismen mit Hilfe eines Remotely Operated Vehicle (ROV) vom Meeresboden abgesaugt.
Über die Lebensweise der Tiere liegen keine Angaben vor. Das Sediment, auf dem sie gefunden wurden, wurde von bakteriellem Rasen und anderen Organismen besiedelt, darunter auch der Muschel Archivesica gigas.

## Systematik
Xenoturbella hollandorum wurde 2016 als eigenständige Art gemeinsam mit drei weiteren Arten der Gattung von einer Arbeitsgruppe unter der Leitung von Greg W. Rouse wissenschaftlich beschrieben. Aufgrund der deutlichen Ähnlichkeit zu den bereits beschriebenen Arten der Gattung Xenoturbella wurde sie gemeinsam mit den anderen neuen Arten ebenfalls in diese Gattung eingestellt.
Auf der Basis einer molekularbiologischen DNA-Analyse wurde die Verwandtschaft der bisher bekannten Arten untersucht, demnach bildet X. hollandorum gemeinsam mit X. bocki ein gemeinsames Taxon von Flachwasserarten, die den Tiefseearten X. churro, X. monstrosa und X. profunda gegenüber stehen.
Die Art ist nach Linda und Nicholas Holland benannt und soll deren Beiträge zur Biologie ehren.

## Belege
1. 1 2 3 4 5 6 7 8  Greg W. Rouse, Nerida G. Wilson, Jose I. Carvajal, Robert C. Vrijenhoek: New deep-sea species of Xenoturbella and the position of Xenacoelomorpha. Nature 530, 4. Februar 2016; S. 94–97 doi:10.1038/nature16545
2. ↑  Johanna Taylor Cannon, Bruno Cossermelli Vellutini, Julian Smith,	Fredrik Ronquist, Ulf Jondelius, Andreas Hejnol: Xenacoelomorpha is the sister group to Nephrozoa. Nature 530, 4. Februar 2016; S. 89–93 doi:10.1038/nature16520